# علاقات مصر الخارجية
علاقات مصر الخارجية تعتمد تطبيق مبدأ عدم الانحياز. العديد من العوامل، كالأحداث التاريخية، الموقع الجغرافي وعدد السكان، والقدرة العسكرية، وغيرها، أعطت مصر نفوذًا سياسياً واسعًا في منطقة الشرق الأوسط، وأفريقيا والبحر الأبيض المتوسط، وجنوب غرب آسيا، وداخل حركة عدم الانحياز ككل. وقد كانت القاهرة وما زالت مركزا للثقافة العربية والتجارة، ومعاهدها ومؤسساتها الدينية والفكرية جعلتاها مركزًا للتطور الثقافي والاجتماعي في المنطقة العربية والعالم الإسلامي ككل.

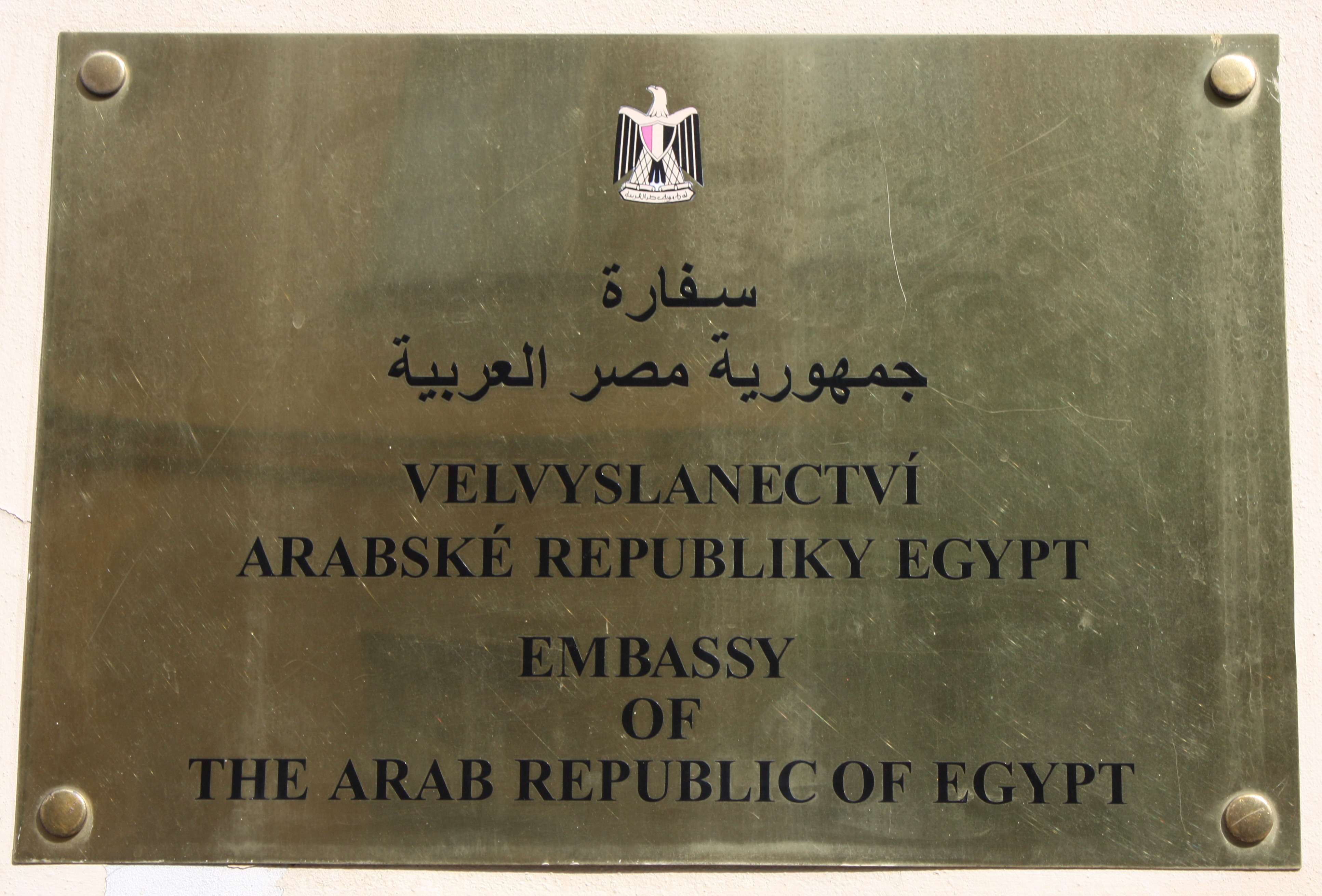
سفارة مصر في براغ.

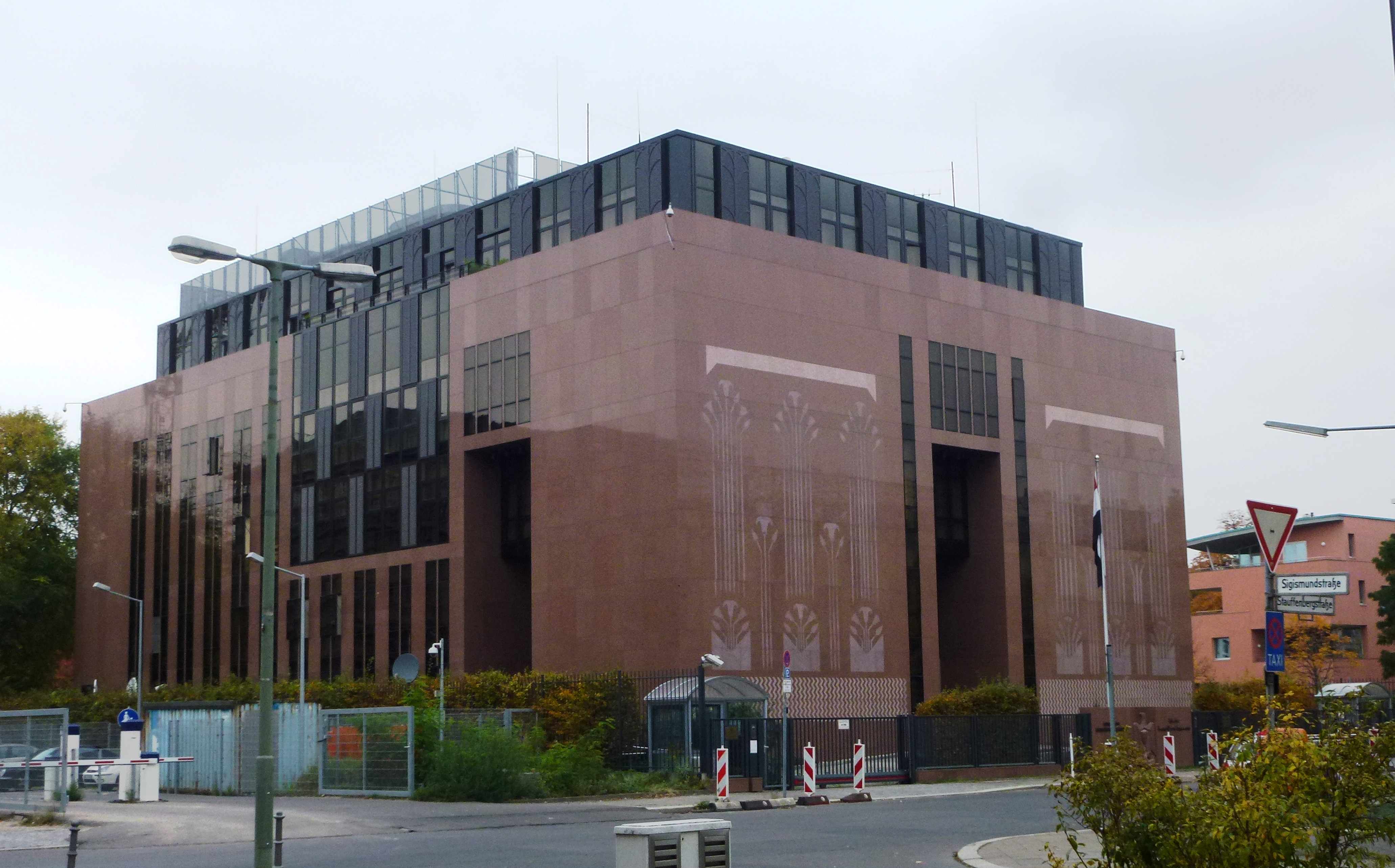
سفارة مصر في برلين.

## العلاقات الدبلوماسية

### الصراع الإسرائيلي الفلسطيني
مصر لها دور فعال في محاولة حل الصراع الإسرائيلي الفلسطيني، حيث لعبت دورًا مهمًا في المفاوضات التي أدت إلى مؤتمر مدريد 1991م. والذي جمع كافة الأطراف في المنطقة بما فيها الوفد الفلسطيني، من أجل مناقشة السلام في الشرق الأوسط، تحت رعاية الولايات المتحدة الأمريكية والأتحاد السوفيتي.
والسعي المصري لحل هذا الصراع مستمر، وقد كان الرئيس المصري الأسبق محمد حسني مبارك يتدخل شخصيًا في كثير من الأحيان لتعزيز مفاوضات السلام، وفي عام 1996م استضافت مصر "قمة صناع السلام" في مدينة شرم الشيخ بحضور الرئيس الأمريكي بيل كلينتون، والعديد من زعماء العالم. وفي عام 2000م استضافت مصر قمتين في شرم الشيخ، وثالثة في طابا في محاولة لإستئناف مفاوضات كامب ديفيد، والتي وقفت في يوليو عام 2000م. وفي 2003م استضاف مبارك الرئيس الأمريكي جورج بوش لعقد قمة أخرى بشأن السلام في الشرق الأوسط. وفي أوائل 2005م انعقدت قمة أخرى في شرم الشيخ حضرها ممثلو من مصر والأردن وإسرائيل والسلطة الفلسطينية. كما لعب رئيس المخابرات المصرية السابق عمر سليمان دورًا كبيرًا في المفاوضات بين الجانبين الإسرائيلي والفلسطيني.
وتربط مصر علاقات دبلوماسية مع مختلف دول العالم، وبشكل عام فهذه قائمة بالدول التي تربطها علاقات دبلوماسية بجمهورية مصر العربية:
| #   | الدولة                      | التاريخ        |
| --- | --------------------------- | -------------- |
| 1   | رومانيا                     | 1 أبريل 1906   |
| 2   | صربيا                       | 1 فبراير 1908  |
| 3   | المملكة المتحدة             | 19 ديسمبر 1914 |
| 4   | فنلندا                      | 8 أبريل 1922   |
| 5   | اليونان                     | 15 أبريل 1922  |
| 6   | الولايات المتحدة            | 26 أبريل 1922  |
| 7   | إيطاليا                     | 30 أبريل 1922  |
| 8   | إسبانيا                     | 9 مايو 1922    |
| 9   | بلجيكا                      | 10 مايو 1922   |
| 10  | فرنسا                       | 31 مايو 1922   |
| 11  | الدنمارك                    | 1 يونيو 1922   |
| 12  | جمهورية التشيك              | 1 نوفمبر 1922  |
| 13  | هولندا                      | 16 نوفمبر 1922 |
| 14  | السويد                      | 25 نوفمبر 1922 |
| 15  | اليابان                     | 1922           |
| 16  | البرازيل                    | 27 فبراير 1924 |
| 17  | تركيا                       | 8 مايو 1925    |
| 18  | البرتغال                    | 25 يونيو 1925  |
| 19  | بلغاريا                     | 5 نوفمبر 1925  |
| 20  | إثيوبيا                     | 1927           |
| 21  | بولندا                      | 1927           |
| 22  | أفغانستان                   | 10 مارس 1928   |
| 23  | تشيلي                       | 5 يوليو 1929   |
| 24  | النمسا                      | 1929           |
| 25  | الأوروغواي                  | 25 فبراير 1932 |
| 26  | سويسرا                      | 11 مارس 1935   |
| 27  | لوكسمبورغ                   | 14 نوفمبر 1935 |
| 28  | النرويج                     | 25 أبريل 1936  |
| 29  | السعودية                    | 7 مايو 1936    |
| —   | إيران (معلقة)               | 1939           |
| 30  | روسيا                       | 26 أغسطس 1943  |
| 31  | لبنان                       | 30 نوفمبر 1944 |
| 32  | سوريا                       | 1944           |
| 33  | الفلبين                     | 3 مارس 1946    |
| 34  | اليمن                       | 11 أبريل 1946  |
| 35  | الأردن                      | 28 مايو 1947   |
| 36  | الأرجنتين                   | 9 يونيو 1947   |
| 37  | إندونيسيا                   | 10 يونيو 1947  |
| 38  | الهند                       | 18 أغسطس 1947  |
| —   | الكرسي الرسولي              | 23 أغسطس 1947  |
| 39  | باكستان                     | 20 أكتوبر 1947 |
| —   | دولة فلسطين                 | 1948           |
| 40  | كوبا                        | 5 سبتمبر 1949  |
| 41  | أستراليا                    | 9 مارس 1950    |
| 42  | فنزويلا                     | 16 نوفمبر 1950 |
| 43  | ألمانيا                     | 16 أكتوبر 1952 |
| 44  | الجزائر                     | 1952           |
| 45  | كمبوديا                     | 30 مارس 1953   |
| 46  | ماينمار                     | 8 أغسطس 1953   |
| 47  | ليبيا                       | 3 سبتمبر 1953  |
| 48  | كندا                        | 28 يوليو 1954  |
| 49  | تايلاند                     | 27 سبتمبر 1954 |
| 50  | المجر                       | 13 أكتوبر 1954 |
| 51  | السودان                     | 4 يناير 1956   |
| 52  | ألبانيا                     | 14 مارس 1956   |
| 53  | الصين                       | 30 مايو 1956   |
| 54  | تونس                        | 1956           |
| 55  | كولومبيا                    | 23 يناير 1957  |
| 56  | المغرب                      | 4 مايو 1957    |
| 57  | نيبال                       | 16 يوليو 1957  |
| 58  | سريلانكا                    | 24 أكتوبر 1957 |
| 59  | ليبيريا                     | 1957           |
| 60  | ماليزيا                     | 1957           |
| 61  | بنما                        | 21 فبراير 1958 |
| 62  | المكسيك                     | 31 مارس 1958   |
| 63  | بوليفيا                     | 9 نوفمبر 1959  |
| 64  | غينيا                       | 1959           |
| 65  | باراغواي                    | 1959           |
| 66  | السنغال                     | 4 أبريل 1960   |
| 67  | جمهورية الكونغو الديمقراطية | 30 يونيو 1960  |
| 68  | الصومال                     | 8 يوليو 1960   |
| 69  | توغو                        | 20 سبتمبر 1960 |
| 70  | قبرص                        | 25 أكتوبر 1960 |
| 71  | الإكوادور                   | 8 نوفمبر 1960  |
| 72  | هايتي                       | 30 نوفمبر 1960 |
| 73  | جمهورية الدومينيكان         | 30 ديسمبر 1960 |
| 74  | الكاميرون                   | 7 يناير 1961   |
| 75  | مالي                        | 10 يناير 1961  |
| 76  | سيراليون                    | 27 أبريل 1961  |
| 77  | بوركينا فاسو                | 23 سبتمبر 1961 |
| 78  | الكويت                      | 2 ديسمبر 1961  |
| 79  | نيجيريا                     | 1961           |
| 80  | تنزانيا                     | 14 نوفمبر 1962 |
| 81  | منغوليا                     | 2 أبريل 1963   |
| 82  | النيجر                      | 7 يوليو 1963   |
| 83  | كوريا الشمالية              | 24 أغسطس 1963  |
| 84  | فيتنام                      | 1 سبتمبر 1963  |
| 85  | بيرو                        | 7 أكتوبر 1963  |
| 86  | كينيا                       | 7 مارس 1964    |
| 87  | ترينيداد وتوباغو            | 22 مارس 1964   |
| 88  | أوغندا                      | 27 مايو 1964   |
| 89  | جامايكا                     | 10 يونيو 1964  |
| 90  | جمهورية الكونغو             | 28 يوليو 1964  |
| 91  | موريتانيا                   | 21 أكتوبر 1964 |
| 92  | مالاوي                      | 25 نوفمبر 1964 |
| 93  | بوروندي                     | 8 ديسمبر 1964  |
| 94  | بنين                        | 15 ديسمبر 1964 |
| 95  | ساحل العاج                  | 15 ديسمبر 1964 |
| 96  | زامبيا                      | 15 ديسمبر 1964 |
| 97  | كوستاريكا                   | 1964           |
| 98  | السلفادور                   | 1964           |
| 99  | مالطا                       | 2 نوفمبر 1965  |
| 100 | غامبيا                      | 31 يناير 1966  |
| 101 | سنغافورة                    | 22 نوفمبر 1966 |
| 102 | أيسلندا                     | 20 مايو 1968   |
| 103 | غينيا الإستوائية            | 12 أكتوبر 1968 |
| 104 | المالديف                    | 12 فبراير 1969 |
| 105 | جمهورية إفريقيا الوسطى      | 2 يوليو 1969   |
| 106 | نيوزيلندا                   | 13 فبراير 1970 |
| 107 | مدغشقر                      | 23 فبراير 1970 |
| 108 | موريشيوس                    | 26 مارس 1970   |
| 109 | غواتيمالا                   | 7 سبتمبر 1970  |
| 110 | تشاد                        | سبتمبر 1970    |
| 111 | رواندا                      | 10 فبراير 1971 |
| 112 | غيانا                       | 10 سبتمبر 1971 |
| 113 | قطر                         | 1 نوفمبر 1971  |
| 114 | فيجي                        | 5 مايو 1972    |
| 115 | البحرين                     | 5 يونيو 1972   |
| 116 | الإمارات العربية المتحدة    | 26 أكتوبر 1972 |
| 117 | سلطنة عمان                  | 27 نوفمبر 1972 |
| 118 | بوتسوانا                    | 7 مارس 1973    |
| 119 | الغابون                     | 9 أبريل 1973   |
| 120 | ليسوتو                      | 31 مايو 1973   |
| 121 | بنغلاديش                    | 15 سبتمبر 1973 |
| 122 | إسواتيني                    | 20 نوفمبر 1973 |
| 123 | غينيا بيساو                 | 11 يونيو 1974  |
| 124 | جمهورية أيرلندا             | 12 ديسمبر 1974 |
| 125 | موزمبيق                     | 25 يونيو 1975  |
| 126 | أنغولا                      | 18 فبراير 1976 |
| 127 | ساو تومي وبرينسيب           | مارس 1976      |
| 128 | بابوا غينيا الجديدة         | 20 أبريل 1976  |
| 129 | جزر القمر                   | 28 يونيو 1976  |
| 130 | سيشل                        | 14 يوليو 1976  |
| 131 | غرينادا                     | 14 سبتمبر 1976 |
| 132 | الرأس الأخضر                | 19 أكتوبر 1976 |
| 133 | لاوس                        | نوفمبر 1976    |
| 134 | سورينام                     | 23 فبراير 1977 |
| 135 | جيبوتي                      | 22 يوليو 1977  |
| 136 | ساموا                       | 8 سبتمبر 1978  |
| 137 | نيكاراغوا                   | 11 سبتمبر 1978 |
| 138 | إسرائيل                     | 26 مارس 1979   |
| 139 | زيمبابوي                    | 23 أبريل 1980  |
| —   | فرسان مالطة                 | 1980           |
| 140 | بروناي                      | 2 مايو 1984    |
| 141 | سان مارينو                  | 27 أبريل 1989  |
| 142 | ناميبيا                     | 20 مايو 1990   |
| 143 | إستونيا                     | 2 يناير 1992   |
| 144 | قرغيزستان                   | 9 يناير 1992   |
| 145 | ليتوانيا                    | 22 يناير 1992  |
| 146 | لاتفيا                      | 23 يناير 1992  |
| 147 | أوزبكستان                   | 23 يناير 1992  |
| 148 | أوكرانيا                    | 25 يناير 1992  |
| 149 | بيلاروس                     | 1 فبراير 1992  |
| 150 | مولدوفا                     | 13 فبراير 1992 |
| 151 | كازاخستان                   | 6 مارس 1992    |
| 152 | أرمينيا                     | 9 مارس 1992    |
| 153 | أذربيجان                    | 27 مارس 1992   |
| 154 | سلوفينيا                    | 30 أبريل 1992  |
| 155 | جزر مارشال                  | 2 مايو 1992    |
| 156 | جورجيا                      | 11 مايو 1992   |
| 157 | كرواتيا                     | 1 أكتوبر 1992  |
| 158 | سلوفاكيا                    | 1 يناير 1993   |
| 159 | تركمانستان                  | 3 فبراير 1993  |
| 160 | طاجيكستان                   | 1 أبريل 1993   |
| 161 | البوسنة والهرسك             | 17 أبريل 1993  |
| 162 | إرتريا                      | 9 أغسطس 1993   |
| 163 | جنوب إفريقيا                | 29 أبريل 1994  |
| 164 | بليز                        | 6 مايو 1994    |
| 165 | مقدونيا الشمالية            | 14 نوفمبر 1994 |
| 166 | كوريا الجنوبية              | 13 أبريل 1995  |
| 167 | أندورا                      | 25 فبراير 1997 |
| 168 | ليختنشتاين                  | 17 أكتوبر 2005 |
| 169 | تيمور الشرقية               | 13 أبريل 2006  |
| 170 | الجبل الأسود                | 27 سبتمبر 2006 |
| 171 | باربادوس                    | 3 نوفمبر 2006  |
| 172 | موناكو                      | 31 مايو 2007   |
| 173 | أنتيغوا وباربودا            | 7 يوليو 2010   |
| 174 | دومينيكا                    | 7 يوليو 2010   |
| 175 | سانت لوسيا                  | 19 يوليو 2010  |
| 176 | كيريباتي                    | 25 سبتمبر 2010 |
| 177 | ولايات ميكرونيسيا المتحدة   | 25 سبتمبر 2010 |
| 178 | ناورو                       | 25 سبتمبر 2010 |
| 179 | بالاو                       | 25 سبتمبر 2010 |
| 180 | سانت فينسنت والغرينادين     | 16 نوفمبر 2010 |
| 181 | جزر سليمان                  | 23 ديسمبر 2010 |
| 182 | توفالو                      | 23 ديسمبر 2010 |
| 183 | جنوب السودان                | 9 يوليو 2011   |
| 184 | فانواتو                     | 22 سبتمبر 2011 |
| 185 | بوتان                       | 14 نوفمبر 2012 |
| 186 | سانت كيتس ونيفيس            | 21 سبتمبر 2021 |
| 187 | جزر البهاما                 | غير معروف      |
| 188 | غانا                        | غبير معروف     |
| 189 | هندوراس                     | غير معروف      |
| 190 | العراق                      | غير معروف      |

## العلاقات الثنائية

### إسرائيل
بدأت العلاقات المصرية الإسرائيلية بحالة الحرب بين الدولتين منذ حرب 1948 وانتهت في حرب 1973 مع توقيع معاهدة السلام المصرية الإسرائيلية بعد اتفاقية كامب ديفيد، وتم إقامة علاقات دبلوماسية وأصبحت لمصر سفارة في تل أبيب وقنصلية في إيلات، ولإسرائيل سفارة في القاهرة وقنصلية في الإسكندرية.

### إيران
يعود تاريخ العلاقات المصرية الإيرانية في العصر الحديث إلى القرن التاسع عشر حيث وقعت اتفاقية «أرضروم» بين الدولة القاجارية الإيرانية والدولة العثمانية والتي جاء فيها أن الدولة الإيرانية تستطيع تأسيس قنصليات لها في الولايات العثمانية فتم افتتاح قنصلية لرعاية المصالح الإيرانية في القاهرة، وكان أول سفير إيراني في مصر هو حاجي محم خان. وقد أعقب ذلك توقيع اتفاقات صداقة بين البلدين في العام 1928. وكان تطورا جديدا في العلاقات بزواج يقرب بين العائلتين الملكيتين في الدولتين، حيث تزوجت الأميرة فوزية - شقيقة الملك فاروق الأول - من ابن الشاه الإيراني محمد رضا بهلوي.

### الإمارات العربية المتحدة
العلاقات الإماراتية المصرية هي علاقات ثنائية بين مصر والإمارات العربية المتحدة بدأت العلاقات في عام 1971. للإمارات العربية سفارة في القاهرة، ولمصر سفارة في أبوظبي وقنصلية عامة في دبي.

### إسرائيل
بدأت العلاقات المصرية الإسرائيلية بحالة الحرب بين الدولتين منذ حرب 1948 وانتهت في حرب 1973 مع توقيع معاهدة السلام المصرية الإسرائيلية بعد اتفاقية كامب ديفيد، وتم إقامة علاقات دبلوماسية وأصبحت لمصر سفارة في تل أبيب وقنصلية في إيلات، ولإسرائيل سفارة في القاهرة وقنصلية في الإسكندرية.

### الجزائر
العلاقات الجزائرية المصرية هي العلاقات الدبلوماسية بين الجزائر ومصر. وهناك خلفية تاريخية بين البلدين في حدثين هامين وهما ثورة الجزائر ضد الاحتلال الفرنسي وحرب أكتوبر 73 ضد العدو الصهيوني.
- ساندت حكومة ثورة يوليو بقيادة عبد الناصر ثورة الجزائر ضد الاحتلال الفرنسي.. وأعلنت الثورة الجزائرية من القاهرة عام 1954 وقدمت مصر دعماً كبيراً لها سياسيا واعلاميا وعسكريا.
- قامت مصر في فترة الخمسينات والستينات بتبني قضية الجزائر في المؤتمرات الدولية والتأكيد على شرعية وعدالة المطالب الجزائرية.
- تعرضت مصر بسبب مواقفها المساندة للثورة الجزائرية لعدة أخطار أهمها العدوان الثلاثي عام 1956 الذي شاركت فيه فرنسا - بجانب بريطانيا وإسرائيل - انتقاما من مصر لدعمها جبهة التحرير الوطني الجزائري، كما قامت فرنسا ببناء القوة الجوية لإسرائيل وتزويدها بالقدرات النووية انتقاما من مصر.
- توقع الجميع أن مصر بعد حرب 1956 سترفع يدها عن دعم الجزائر.. لكن مصر ظلت ماضية في دعمها لثورة الجزائر حتي تم إعلان استقلال الجزائر في أول يوليو 1962.
- نجحت مصر في استصدار قرار من الأمم المتحدة عام 1960 يعترف بحق الجزائر في الاستقلال عن فرنسا.

وفي حرب أكتوبر 1973
- طلب الرئيس الجزائري السابق هواري بومدين من الاتحاد السوفيتي شراء طائرات وأسلحة لإرسالها إلى المصريين عقب وصول معلومات من جاسوس جزائري في أوروبا قبل حرب أكتوبر بأن إسرائيل تنوي الهجوم على مصر، وباشر الرئيس الجزائري اتصالاته مع السوفيت لكنهم طلبوا مبالغ ضخمة فما كان من الرئيس الجزائري إلا أن أعطاهم شيكا فارغا وقال لهم أكتبوا المبلغ الذي تريدونه، وهكذا تم شراء الطائرات والعتاد اللازم ومن ثم إرساله إلى مصر.
- شاركت جميع الدول العربية تقريبا في حرب 1973 طبقاً لاتفاقية الدفاع العربي المشترك، لكنها كانت مشاركة رمزية عدا سوريا والعراق والجزائر التي كان جنودها يشاركون بالفعل مع المصريين في الحرب بحماس وقوة على جبهة القتال.
- كانت الجزائر ثاني دولة من حيث الدعم خلال حرب 1973 فشاركت على الجبهة المصرية بفيلقها المدرع الثامن للمشاة الميكانيكية بمشاركة 2115 جندي و812 صف ضباط و192 ضابط جزائري.
- امدت الجزائر مصر بـ 96 دبابة و32 آلية مجنزرة و12 مدفع ميدان و16 مدفع مضاد للطيران وما يزيد عن 50 طائرة حديثة من طراز ميج 21 وميج 17 وسوخوي 7، (تصريحات للمستشار علي محمود محمد رئيس المكتب الاعلامي المصري بالجزائر في الاحتفال الذي أقيم في السفارة المصرية بالجزائر احتفالا بنصر أكتوبر).
- قال الرئيس الراحل أنور السادات إن جزء كبير من الفضل في الانتصار الذي حققته مصر في حرب أكتوبر - بعد الله عز وجل - يعود لرجلين اثنين هما الملك فيصل بن عبد العزيز عاهل السعودية والرئيس الجزائري هواري بومدين، (تصريحات للسيدة كاميليا ابنة الرئيس السادات، في قناة الحياة الفضائية المصرية بمناسبة ذكرى حرب 6 أكتوبر 1973).

### تركيا
العلاقات التركية المصرية تشير إلى العلاقات الثنائية بين تركيا ومصر. وفي أعقاب ثورة 25 يناير قام الرئيس التركي عبد الله جول بزيارة لمصر بعد قيام الثورة المصرية 2011 وتنحي حسني مبارك، وناقش فيها سبل دعم التعاون السياسى والاقتصادى والعسكري بين البلدين في ظل الظروف الراهنة التي تشهدها مصر والتداعيات والأحداث المتلاحقة لعدد من دول المنطقة وتعزيز الشراكة المصرية التركية في العديد من المجالات. وأكد أيضا حرص بلاده على تقديم الدعم القوى لمصر خلال المرحلة الانتقالية وزيادة آفاق التعاون معها في ظل الصداقة المتميزة التي تجمع الشعبين الشقيقين. حضر اللقاء الفريق سامي عنان رئيس أركان حرب القوات المسلحة وعدد من أعضاء المجلس الأعلى للقوات المسلحة والسفير التركي بالقاهرة.
وبعدها حضر رئيس الوزراء التركي رجب طيب أردوجان إلى القاهرة لبحث ومناقشة سبل دعم التعاون السياسي والاقتصادي المشترك بين مصر وتركيا.
تدهورت العلاقات المصرية التركية بعد تدخل الجيش المصري لتنحية محمد مرسي، وكانت تركيا متعاطفة مع الإخوان المسلمين ومحمد مرسي، ورأت ما قام به الجيش انقلابًا على الشرعية والعملية الديمقراطية، وتنديد تركيا بانقلاب الجيش المصري أدى إلى قطع العلاقات المصرية التركية.[بحاجة لمصدر]

### السعودية
على مستوى العلاقات الاقتصادية بين البلدين أعلن وزارة الكهرباء والطاقة (مصر)|وزير الكهرباء والطاقة المصري حسن يونس في 4 أبريل 2011 أنه ستطرح مناقصة في نهاية شهر أبريل 2011 لتنفيذ تنفيد مشروع الربط الكهربائي المصري السعودي لتبادل الطاقة بين البلدين في إطار منظومة الربط بين شبكات الدول العربية باستثمار يبلغ قيمته 1.5 مليار دولار.
ويستهدف المشروع تبادل الطاقة بين البلدين على خط الربط بينهما خلال فترات الذروة بطاقة تقدر بنحو ثلاثة آلاف ميگاوات خلال فصل الصيف. وحسب المخطط فإن بدء تنفيذ المشروع سيكون في مطلع العام 2012. ويتوقع أن تتم إجراءات اختبارات التشغيل بداية 2015. ويشمل المشروع خطا هوائيا بطول 1300 كلم، وكابلا بحريا وثلاث محطات تحويل كهربائي.
في 22 مايو 2011 قدمت السعودية حزمة مساعدات تبلغ أربعة مليارات دولار تعهدت السعودية بتقديمها إلى مصر تتضمن وديعة في البنك المركزي المصري بمليار دولار وشراء سندات بقيمة 500 مليون دولار. وهذه الحزمة خصصتها الحكومة المصرية لعدم الاقتصاد. وكانت مصر قد طلبت من جهات مانحة وصندوق النقد الدولي مساعدات تقدر بعشرة مليارات إلى 12 مليار دولار لتمويل العجز في السنة المالية التي تبدأ في أول يوليو 2011.

### قطر
بدأت علاقات مصر مع قطر مع استقلال دولة قطر عن بريطانيا في العام 1971.

## دول أخرى

### إثيوبيا
العلاقات الإثيوبية المصرية تشير إلى علاقات ثنائية بين إثيوبيا ومصر.
أكثر من 70% من فيضان نيل مصر يأتي من النيل الأزرق الذي ينبع من هضبة الحبشة. ومشاريع إثيوبيا لإقامة سدود على النيل الأزرق التي قوبلت بقلق بالغ من المصريين.

### اليونان

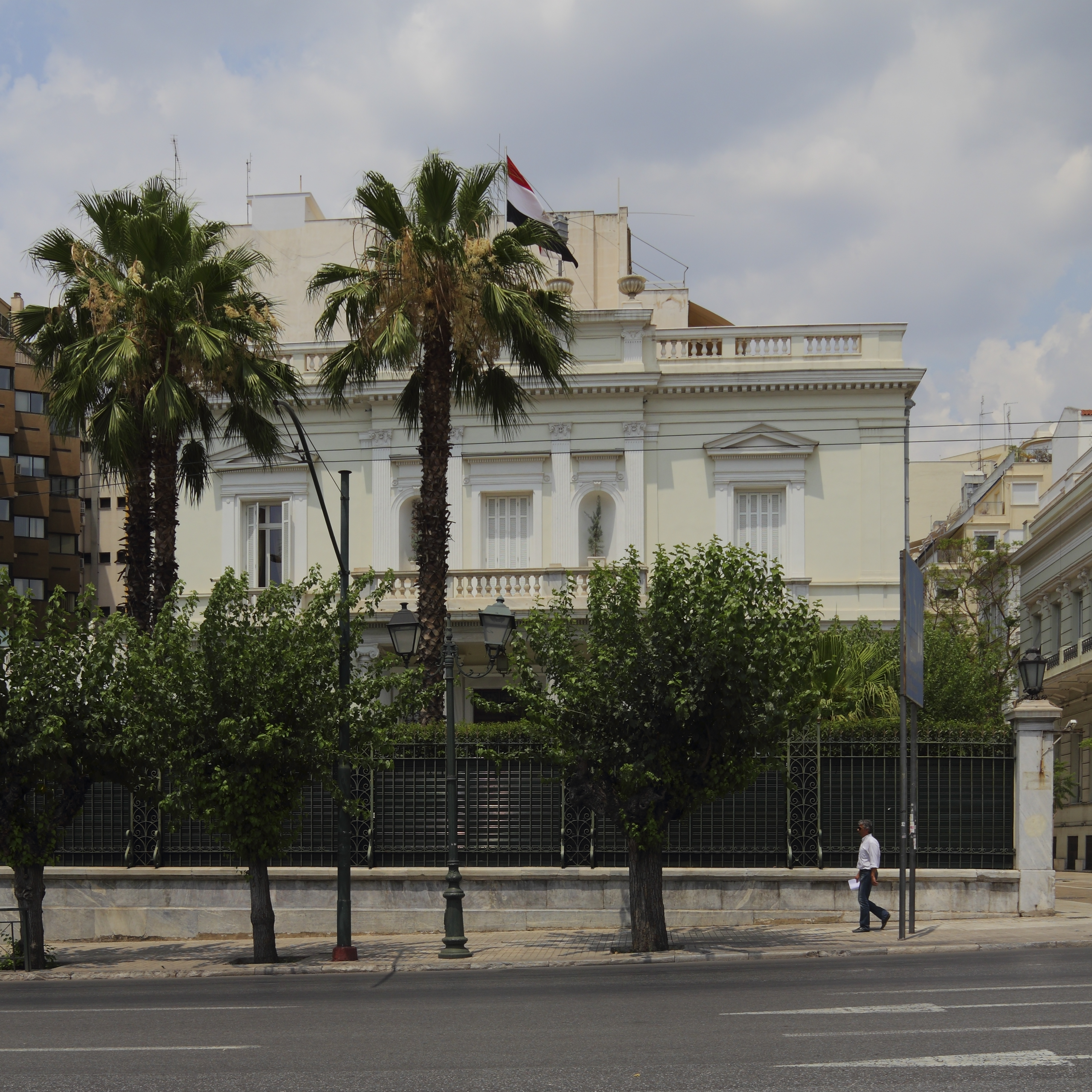
سفارة مصر في أثينا

العلاقات بين مصر واليونان هي من أقدم العلاقات بين بلدين في العالم إذ يعود تاريخها إلي ما قبل الميلاد بنحو 300 عام، حيث تعود منذ نشأة الإسكندرية من قبل الأسكندر الأكبر، كما أنه توجد في مصر جالية يونانية كبيرة العدد، وبالمثل نوجد في اليونان جالية مصرية كذلك، وفي العصر الحديث فإن العلاقات الديبلوماسية الرسمية بين مصر واليونان تعود إلي العام 1833.

### الأرجنتين
العلاقات الأرجنتينية المصرية تشير إلى العلاقات الثنائية بين الأرجنتين ومصر. ومن أهم ثمار التعاون بين البلدين مشروع بدر-2000 وهو مشروع مشترك بين مصر والأرجنتين بتمويل عراقي في 1987-1988، تحت إشراف المشير عبد الحليم أبو غزالة. وقد تم اغتيال ستة مهندسين أرجنتينيين في ضاحية المعادي بالقاهرة في عام 1988. وقد أدت تهمة محاولة تهريب تكنولوجيا كربون - كربون من الولايات المتحدة إلى إقالة عبد الحليم أبو غزالة وإنهاء المشروع.إذ كشفت تقارير صحفية صدرت عام 1987 أغضبت الدول الغربية عن برنامج لتطوير صواريخ طويلة المدى بين الأرجنتين والعراق ومصر باسم كوندور-2.

### روسيا

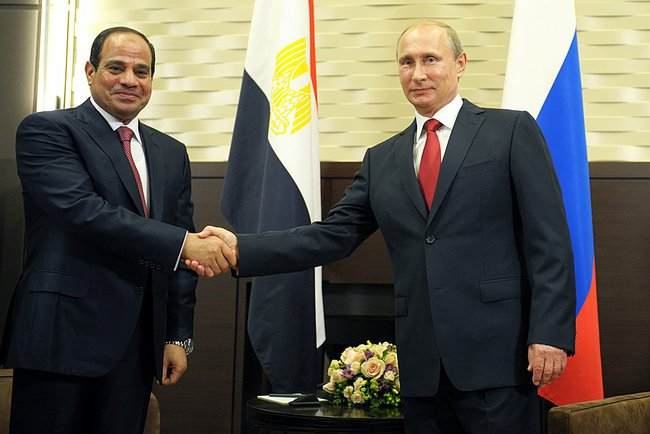
الرئيس عبد الفتاح السيسي مع الرئيس فلاديمير بوتين.

أقيمت العلاقات الدبلوماسية بين الاتحاد السوفيتي ومصر في 26 أغسطس 1943. وشهدت العلاقات بين البلدين تغيرات جدية، كما تغيرت أولوياتها على الصعيدين الخارجي والداخلي. أصبحت روسيا ومصر اليوم شريكتين على الصعيدين الثنائي والدولي.
وتمت الخطوة الأولى للتعاون المصري الروسي في أغسطس عام 1948 حين وقعت أول اتفاقية اقتصادية حول مقايضة القطن المصري بحبوب وأخشاب من الاتحاد السوفيتي. وشهدت العلاقة تطورات متلاحقة كان أبرزها بعد ثورة يوليو عام 1952 حين قدم الاتحاد السوفيتي لمصر المساعدة في تحديث قواتها المسلحة وتشييد السد العالي.
وبلغت العلاقات الثنائية ذروتها في فترة الخمسينات – الستينات من القرن العشرين حين ساعد آلاف الخبراء السوفيت مصر في إنشاء المؤسسات الإنتاجية، وبينها السد العالي في أسوان ومصنع الحديد والصلب في حلوان ومجمع الألومنيوم بنجع حمادي ومد الخطوط الكهربائية أسوان – الإسكندرية. وتم في مصر إنجاز 97 مشروعا صناعيا بمساهمة الاتحاد السوفيتي. وزودت القوات المسلحة المصرية منذ الخمسينات بأسلحة سوفيتية. وتلقت العلم أجيال من اولئك الذين يشكلون حاليا النخبة السياسية والعلمية والثقافية في بلاد الاهرام، ومن بينهم الرئيس المصري السابق حسني مبارك الذي تخرج من أحد المعاهد العسكرية السوفيتية.

### البرازيل
أقامت الدولتان علاقات دبلوماسية فيما بينهما في 27 فبرايرعام 1924م، والبرازيل لديها سفارة في القاهرة، كما أن لدى مصر سفارة في برازيليا، وقنصلية عامة في ريو دى جانيرو.

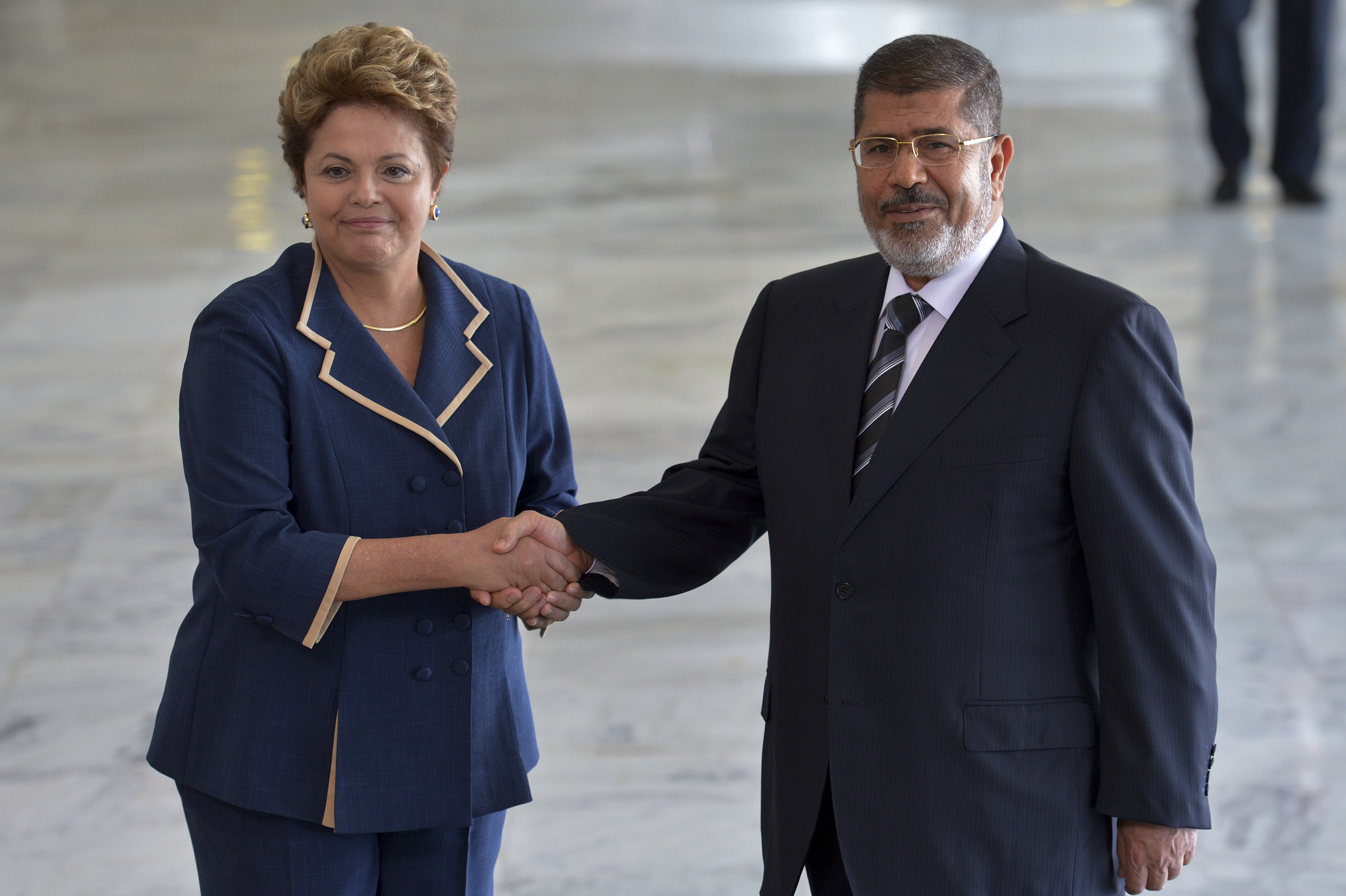
الرئيس محمد مرسي مع ديلما روسيف.

### السودان
في 29 مارس 2011 أثناء زيارة رئيس الوزراء المصري عصام شرف للسودان، وقعت مصر في اجتماعات اللجنة العليا المصرية السودانية عدة اتفاقيات، شملت الإعداد لمشروعات مشتركة في مجال الأمن الغذائي وتشجيع الاستثمارات بين البلدين في مختلف المجالات. وشملت الاتفاقات عودة بعثة جامعة القاهرة فرع الخرطوم، بالإضافة إلى بحث مشكلة مياه النيل والسعي لحل الخلافات بالحوار والتفاهم بين دول الحوض.
وكشف وزير الزراعة الدكتور أيمن أبو حديد أن هناك مفاوضات مع الجانب السوداني لاستكمال مشروع الشوكة المصرية السودانية للتكامل الزراعي بالنيل الأزرق، لزراعة 160 ألف فدان. ومن المقرر أن تتم زراعة محاصيل القطن، وزهرة الشمس، والذرة الرفيعة، والسمسم، على أن يقسم الإنتاج بين الدولتين.
وأضاف أن مركز البحوث الزراعية يقوم حاليا بإجراء الدراسات المتعلقة بجدوى تنفيذ مشروع أرقين على المنطقة الحدودية بين البلدين، بهدف استصلاح وزراعة مليوني فدان، وأكد أن الإنتاج الحيواني سيكون له نصيب كبير من التعاون المشترك وأن خمسة مستثمرين مصريين يدرسون إقامة مشروع لتربية الأبقار بمنطقة الجزيرة بالسودان، بما يجعل سعر الكيلو للمستهلكين لا تزيد على 28 جنيها (4.7 دولارات).

## اقرأ أيضا
- قائمة البعثات الديبلوماسية في مصر
- وزارة الخارجية والهجرة وشئون المصريين بالخارج
- قائمة رحلات عبد الفتاح السيسي الخارجية في الفترة الرئاسية الأولى
- قائمة رحلات عبد الفتاح السيسي الخارجية في الفترة الرئاسية الثانية
- قائمة رحلات عدلي منصور الرئاسية الخارجية
- مركز القاهرة الدولي لتسوية النزاعات وحفظ وبناء السلام

## وصلات خارجية
- موقع وزارة الخارجية المصرية